# كريستوف كونز
كريستوف كونز هو متزحلق جبال الألب سويسري، ولد في 24 مارس 1982 في Frutigen ‏ في سويسرا.